# Karol Anders
Karol Anders (ur. 8 listopada 1893 w Błoniu, zm. 4 lipca 1971 w Penley) – podpułkownik kawalerii Wojska Polskiego, dwukrotny kawaler Orderu Virtuti Militari.

## Życiorys
Urodził się w majątku Błonie (obecnie na terenie Krośniewic) znajdującym się wówczas na terytorium Królestwa Polskiego będącego częścią Imperium Rosyjskiego. Jego ojciec Albert Anders (1863–1942) pracował jako administrator majątków ziemskich. Matką była Elżbieta, z domu Tauchert (1868–1930). Oboje rodzice urodzili się w Boglewicach (obecnie powiat grójecki). Byli wyznania ewangelickiego. Rodzice ochrzcili go w Kościele Ewangelicko-Augsburskim w Chodczu (obecnie powiat włocławski). Miał trzech braci, którzy jak on zostali zawodowymi żołnierzami Wojska Polskiego: generała Władysława Andersa (1892–1970), Jerzego Edwarda (1896–1977) i Tadeusza Konstantego (1902–1995) oraz starszą siostrę Joannę (1891–1958). Uczęszczał do szkoły realnej w Warszawie, potem od 1908 do Szkoły Handlowej w Kownie.
Jesienią 1912 wstąpił do Armii Imperium Rosyjskiego, jako jednoroczny ochotnik 3 Pułku Ułanów w Wołkowyszkach. W 1913 odbywał praktykę rolną w majątku swego ojca. Po wybuchu I wojny światowej od 1 sierpnia 1914 służył w armii rosyjskiej. Od listopada 1917 w szeregach 1 Pułku Ułanów w składzie I Korpusu Polskiego w Rosji pod dowództwem gen. Józefa Dowbora–Muśnickiego.
W lipcu 1918 po rozbrojeniu i demobilizacji I Korpusu przybył do Warszawy, skąd 1 września 1918 wyjechał w kieleckie, gdzie wziął udział w formowaniu 1 Pułku Ułanów Krechowieckich, a następnie w jego szeregach, w stopniu porucznika kawalerii, walczył na wojnie z bolszewikami. Odznaczył się 29 maja 1920 w szarży pod Wołodarką, gdzie został ciężko ranny, jak również 17 października 1920 pod Ołyką. Odznaczony za okazane męstwo na polu walki Krzyżem Srebrnym Orderu Virtuti Militari. 
Z dniem 1 stycznia 1925 został przydzielony z 1 puł. do Centralnej Szkoły Kawalerii w Grudziądzu na stanowisko instruktora. W maju 1928 został przeniesiony do 2 Pułku Ułanów Grochowskich w Suwałkach na stanowisko zastępcy dowódcy pułku. W październiku 1931 r. przeniesiony został na równorzędne stanowisko w 25 Pułku Ułanów Wielkopolskich w Prużanie. W czerwcu 1933 objął stanowisko rejonowego inspektora koni w Ciechanowie. Na stopień podpułkownika został mianowany ze starszeństwem z dniem 19 marca 1937 i 1. lokatą w korpusie oficerów kawalerii. W 1938 został mianowany zastępcą dowódcy 1 Pułku Ułanów Krechowieckich w Augustowie.
Podczas kampanii wrześniowej 1939 pełnił funkcję zastępcy dowódcy 1 puł, a od 9 do 12 września 1939 dowódcy 2 Pułku Ułanów Grochowskich. Następnie do kapitulacji 6 października 1939 dowódca 1 puł. 29 września 1939 został ranny. Po bitwie pod Kockiem dostał się w niewoli niemieckiej. Przez całą II wojnę światową był uwięzionu m.in. w Oflagu VII A Murnau. Za kampanię wrześniową otrzymał Krzyż Złoty Orderu Virtuti Militari.
Po oswobodzeniu w maju 1945 wyjechał do Włoch, gdzie wstąpił do 2 Korpusu Polskiego. Do rozwiązania 2 Korpusu był zastępcą dowódcy 16 Pomorskiej Brygady Piechoty. Po ewakuacji do Wielkiej Brytanii i rozwiązaniu 2 Korpusu pozostał na emigracji w Wielkiej Brytanii.
Jego żoną była Jadwiga, z domu Chłopicka, po pierwszym mężu Korab-Kucharska (zm. 1987).
Zmarł 4 lipca 1971 w Penley. Został pochowany na cmentarzu przy Welford Rd. w Leicester.

## Awanse
- rotmistrz – zweryfikowany ze starszeństwem z dniem 1 czerwca 1919 r. w korpusie oficerów zawodowych kawalerii
- major – 1 grudnia 1924 r. ze starszeństwem z dniem 15 sierpnia 1924 r. i 18 lokatą w korpusie oficerów zawodowych kawalerii
- podpułkownik – 19 marca 1937 r.
- pułkownik – ?[potrzebny przypis]

## Ordery i odznaczenia
- Krzyż Złoty Orderu Wojennego Virtuti Militari nr 109
- Krzyż Srebrny Orderu Wojskowego Virtuti Militari nr 4427 (1921)[15]
- Krzyż Walecznych (trzykrotnie, po raz pierwszy w 1921)[16]
- Złoty Krzyż Zasługi (11 listopada 1937)[17]
- Odznaka za Rany i Kontuzje[18]
- Medal Zwycięstwa („Médaille Interalliée”)